# Смит, Дэвид Монро
Дэвид Монро Смит (англ. David Monroe Smith; 10 ноября 1926 — 01 сентября 1950) — солдат армии США, участник Корейской войны. Награждён посмертно медалью Почёта за свой подвиг 1 сентября 1950 года в битве за Йонсан. Погребён на кладбище Джейк Пондер в своём родном городе.

## Награды
|  | Медаль Почёта    |
|  | Пурпурное сердце |

### Наградная запись
Звание и часть: Армия США, рядовой первого класса, рота Е, 9-й пехотный полк, 2-я пехотная дивизия.
Место и дата: близ Йонсан, Корея, 1 сентября 1950
Поступил на службу в:  Ливингстон, Кентукки. Родился: 1 августа 1929, Ливингстон, Кентукки 
№ 78, 21 августа 1952 
Рядовой Смит отличился благодаря видной храбрости и выдающейся отваге при выполнении и перевыполнении долга службы в бою. Рядовой Смит был стрелком в миномётном подразделении роты Е, размещённой в пересеченной гористой местности и попавшей под атаку, превосходящих по численности вражеских сил. Последовало ожесточённое сражение, противник опрокинул передовые части, просочился через периметр. Позиция стала не защитимой. Миномётное подразделение получило приказ обходить, но врагу уже окружил позицию и подошёл вплотную. Заметив гранату, летящую в его укрытие рядовой первого класса Смит выкрикнул предупреждение своим товарищам и полностью осознавая свои шансы, бросился вперёд на гранату и поглотил её взрыв своим телом. Хотя сам Смит получил смертельное ранение, демонстрируя этот акт доблести, своим бесстрашным поступком он спас пятерых человек от гибели и тяжёлых ранений. Рядовой первого класса Смит своим вдохновляющим поведением и высочайшим самопожертвованием принёс себе вечную славу и поддержал благородные традиции пехоты армии США.  
Оригинальный текст (англ.)
Rank and organization: Private First Class, U.S. Army, Company E, 9th Infantry Regiment, 2nd Infantry Division
Place and date: Near Yeongsan, Korea, September 1, 1950
Entered service at: Livingston, Kentucky. Born: November 10, 1926, Livingston, Kentucky
G.O. No.: 78, August 21, 1952
Citation
Pfc. Smith, distinguished himself by conspicuous gallantry and outstanding courage above and beyond the call of duty in action. Pfc. Smith was a gunner in the mortar section of Company E, emplaced in rugged mountainous terrain and under attack by a numerically superior hostile force. Bitter fighting ensued and the enemy overran forward elements, infiltrated the perimeter, and rendered friendly positions untenable. The mortar section was ordered to withdraw, but the enemy had encircled and closed in on the position. Observing a grenade lobbed at his emplacement, Pfc. Smith shouted a warning to his comrades and, fully aware of the odds against him, flung himself upon it and smothered the explosion with his body. Although mortally wounded in this display of valor, his intrepid act saved 5 men from death or serious injury. Pfc. Smith's inspirational conduct and supreme sacrifice reflect lasting glory on himself and are in keeping with the noble traditions of the infantry of the U.S. Army.— 